# Piegatura

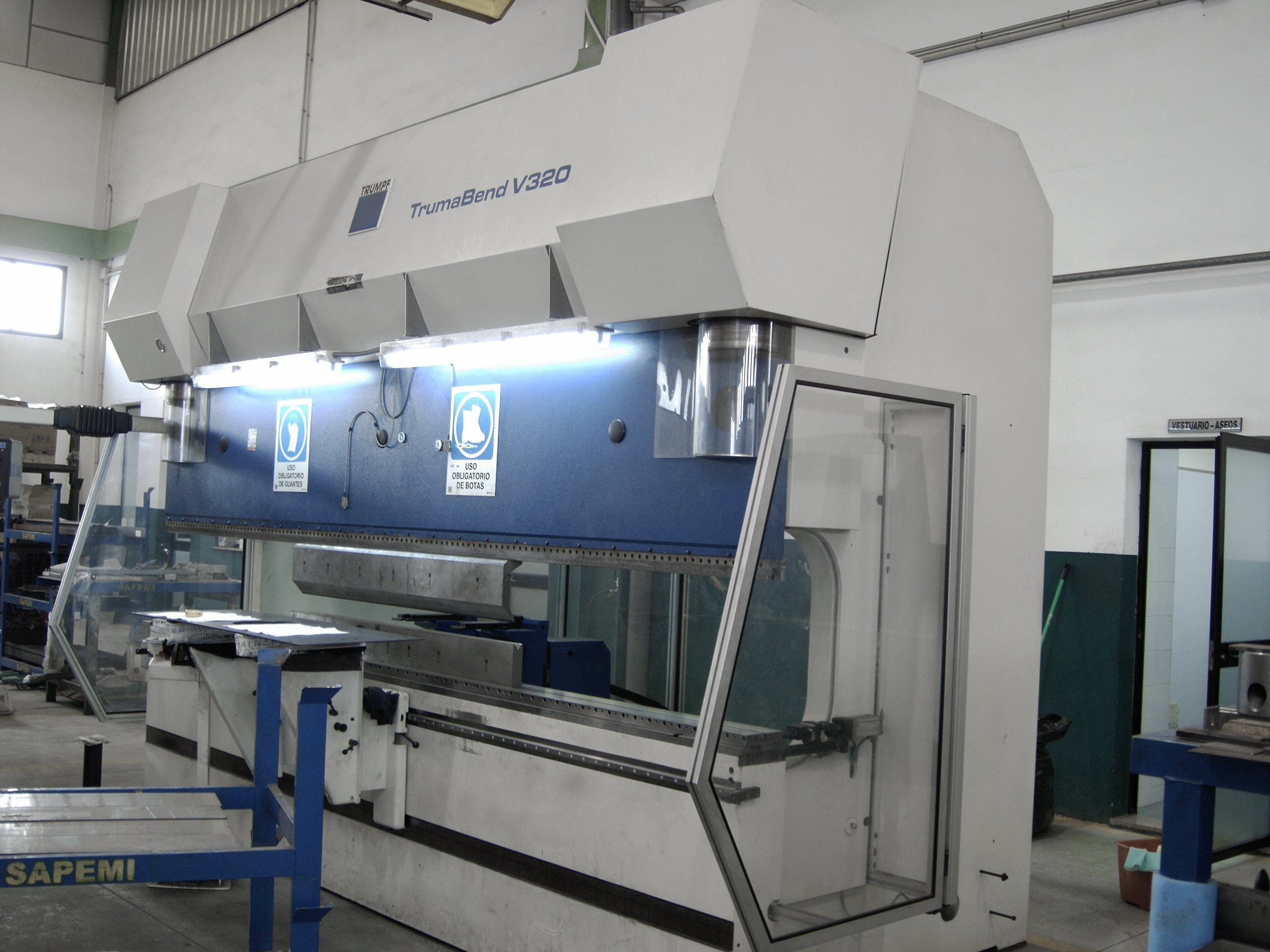
Esempio di macchina piegatrice

La piegatura è una lavorazione meccanica con la quale si deforma un determinato oggetto applicandogli delle forze.

Insieme alla tranciatura ed allo stampaggio, la piegatura è una delle lavorazioni applicabili alla lamiera per ottenere semilavorati piani. 

La piegatura viene utilizzata per ottenere determinate forme, ma anche per conseguire un irrigidimento della struttura. In ambito industriale è ottenuta tramite un'apposita macchina detta piegatrice, ma la prima tecnica di piegatura sfruttava incudine e martello.

esempio di procedimento di piegatura con alimentazione a scorrimento

## Profili di piegatura
Si possono effettuare piegature a "U" o ad "V" a seconda che in corrispondenza della piegatura si presenti o meno un angolo di raccordo sufficientemente ampio. Lo stato di deformazione che si ottiene attraverso la piegatura può essere di sforzo uniassiale (nel caso di basso rapporto larghezza w / spessore b) o di deformazione piana (nel caso di w/b alto). La deformazione nella lamiera varia quindi in funzione della geometria del semilavorato.
È possibile definire una forza max applicabile:

{\displaystyle P_{max}=K\sigma _{y}b^{2}w/L}
Dove:
- {\displaystyle \sigma _{y}} è il limite di snervamento
- b è lo spessore
- w è la larghezza
- L è la lunghezza.

Da notare che nel processo di piegatura è necessario considerare il fenomeno del recupero elastico, che modifica l'angolo di piegatura ottenuto.
Inoltre è fondamentale conoscere la direzione di laminazione del semilavorato, in quanto una piegatura in direzione perpendicolare a quella di lavorazione può portare alla formazione di cricche (perché il semilavorato è anisotropo).